# Тајланд на Светском првенству у атлетици на отвореном 2023.
Тајланд је учествовао на 19. Светском првенству у атлетици на отвореном 2023. одржаном у Будимпешти од 19. до 27. августа деветнаести пут, односно, учествовао је на свим првенствима до данас. Репрезентацију Тајланда представљала је 1 такмичарка која се такмичила у бацању диска. , 
На овом првенству такмичарка Тајланда није освојила ниједну медаљу нити је остварила неки резултат.

## Учесници
Жене:
- Субенрат Инсаенг — Бацање диска

## Резултати

### Жене
| Атлетичарка      | Дисциплина   | Лични рекорд | Квалификације | Квалификације | Полуфинале | Полуфинале | Финале                | Финале  | Детаљи |
| Атлетичарка      | Дисциплина   | Лични рекорд | Резултат      | Место         | Резултат   | Место      | Резултат              | Место   | Детаљи |
| ---------------- | ------------ | ------------ | ------------- | ------------- | ---------- | ---------- | --------------------- | ------- | ------ |
| Субенрат Инсаенг | Бацање диска | 61,97        | 56,19         | 14. у гр. А   |            |            | Није се квалификовала | 28 / 37 |        |